# Малая крачка
Ма́лая кра́чка (лат. Sternula albifrons) — вид птиц из семейства чайковых (Laridae). Выделяют три подвида. Один из самых мелких представителей семейства.

## Описание
Масса птицы 45 г, длина 20 см. В брачном наряде имеет неполную чёрную шапочку. Лоб и полоски над бровями белые. Клюв жёлтый с чёрным кончиком, лапы желтоватые. Сверху окрас светло-серый, снизу белый.

## Размножение

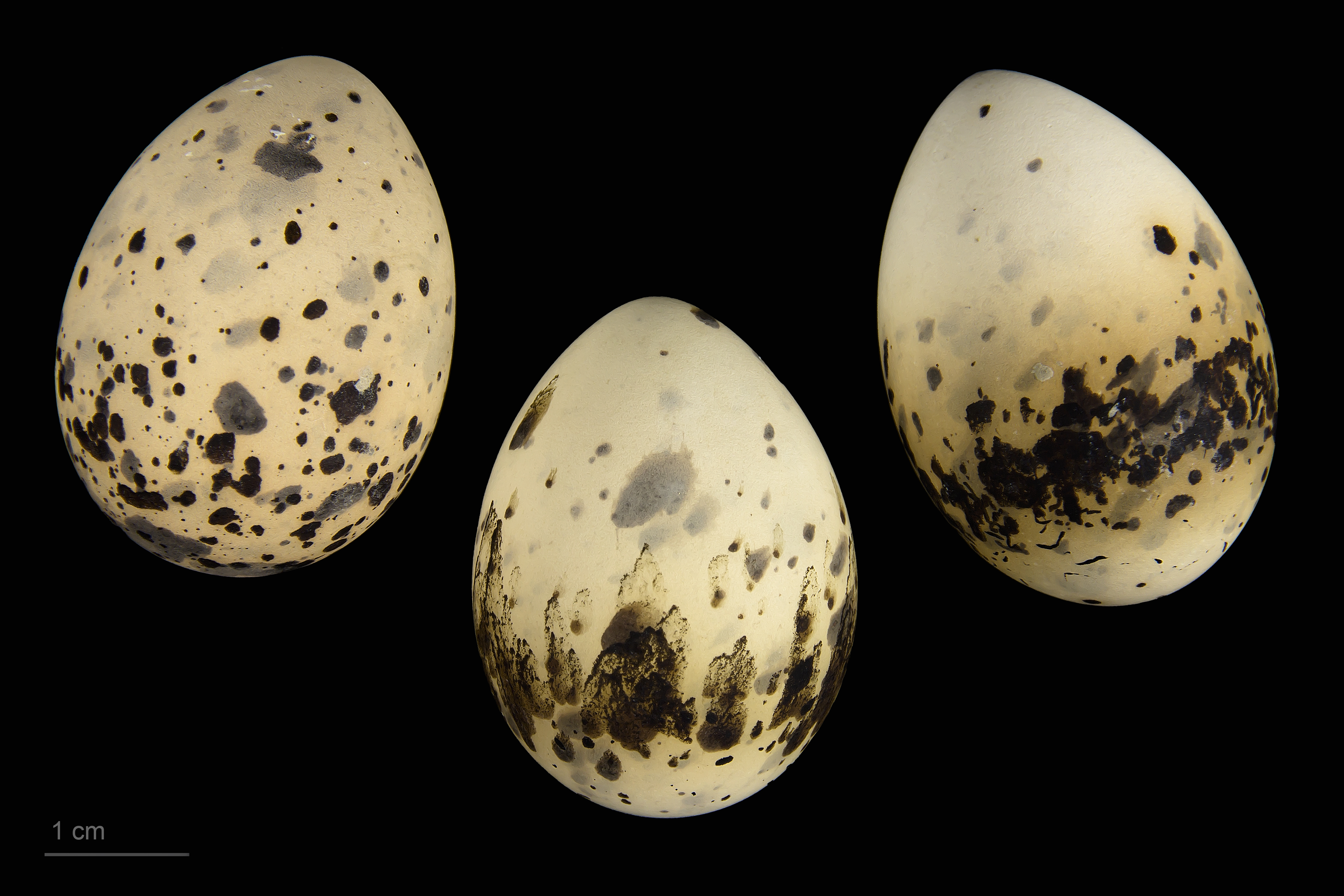
яйцо Sternula albifrons albifrons - Тулузский музей

Кладка состоит из 3 яиц, отложенных в ямку на песке. Через 21 день высиживания проклёвываются птенцы, которые покидают гнездо в течение 24 часов. Они становятся на крыло уже через 3 недели, на протяжении этого времени их выкармливают родители, пока птенцы сами не смогут нырять за рыбой, пикируя в воду.

## Питание
Кормится на отмелях и в тихих реках мелкой рыбой, рачками, моллюсками, улитками и насекомыми.

## Ареал и местообитание
Ареал гнездования охватывает большую часть Европы, частично — Африка и Азия, север Австралии и Океании.
Гнездиться предпочитает на песчаных берегах или на ровных гравийных отмелях крупных рек. 

## Взаимодействие с человеком
Малая крачка широко распространена, присвоенный ей охранный статус — «вызывающие наименьшие опасения».
Вид занесён в Красные книги России и некоторых субъектов Российской Федерации.